# پارک ملی مدانوس دکورو
پارک ملی مدانوس دکورو (Parque Nacional Los Médanos de Coro) نام یک پارک ملی در ونزوئلا در فالکون نزدیک شهر کورو است.
این پارک ۹۱ کیلومتر مربع از جمله بیابان و بخش ساحلی را پوشش می‌دهد. پوشش گیاهی این منطقه شامل بوته‌های کوتاه است اما مرکز مهمی برای پرندگان می‌باشد از جمله آمازون زرد شانه. همچنین مارمولک، خرگوش، روباه و … هم در آن دیده می‌شود.